# Le Verguier

Le Verguier este o comună în departamentul Ain, Franța. În 1 ianuarie 2022 avea o populație de 215 de locuitori.